# Parque de Las Llamas
El parque de Las Llamas o parque de la vaguada de Las Llamas (oficialmente, parque atlántico de Las Llamas) es un parque urbano de 11 hectáreas situado en la ciudad de Santander, en la comunidad autónoma de Cantabria (España). La primera fase de este espacio verde fue abierta al público el 11 de mayo de 2007, quedando por ejecutar aún 426 000 m² previstos, hasta casi el límite con La Albericia. Cuando esté finalizado será el parque con mayor arbolado de la ciudad.
El equipo encargado de redactar el diseño primera fase hasta ahora ejecutada estuvo encabezado por los arquitectos catalanes Enric Batlle y Joan Roig.

## Toponimia
El nombre alude al terreno bajo, cenagoso y periódicamente inundado de esta zona. En el presente contexto la etimología de llama corresponde a la palatalización cántabra de lama, palabra latina que significa humedal, cieno o lodo. Otros humedales existentes o desaparecidos en Cantabria tienen también este nombre, como La Llama en Penagos, Arnuero, La Cavada o en Torrelavega.

## Antecedentes

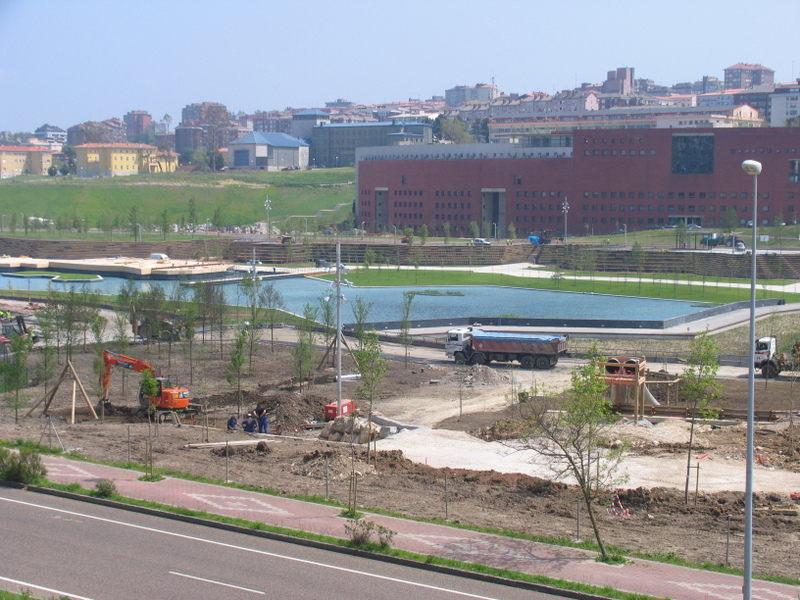
Obras realizadas en el parque durante el año 2007. Al fondo se aprecian varias facultades de la Universidad de Cantabria y la UIMP

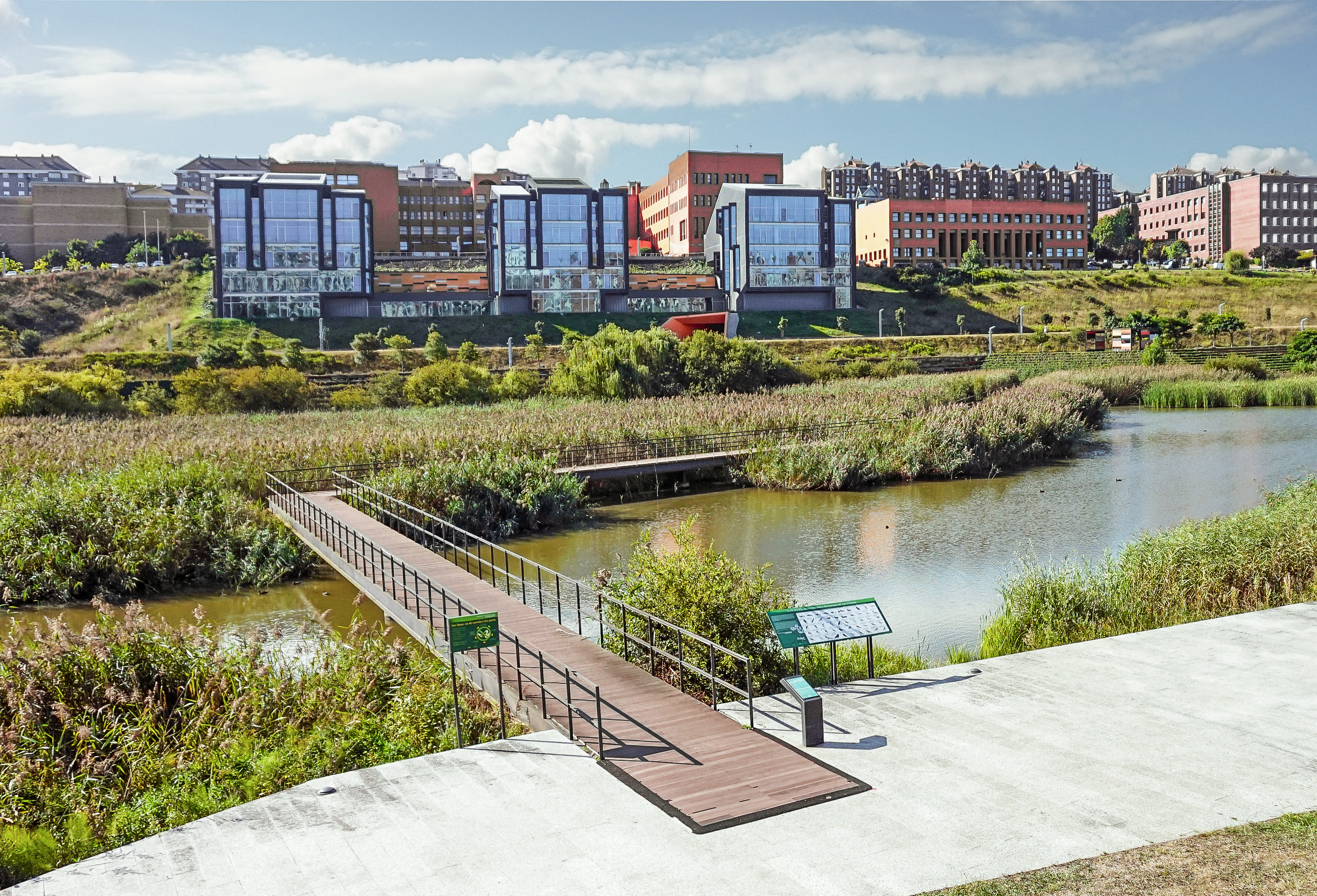
Una de las pasarelas que atraviesan el arroyo y el carrizal. El parque recoge información sobre sus especies botánicas y las alegorías que representa

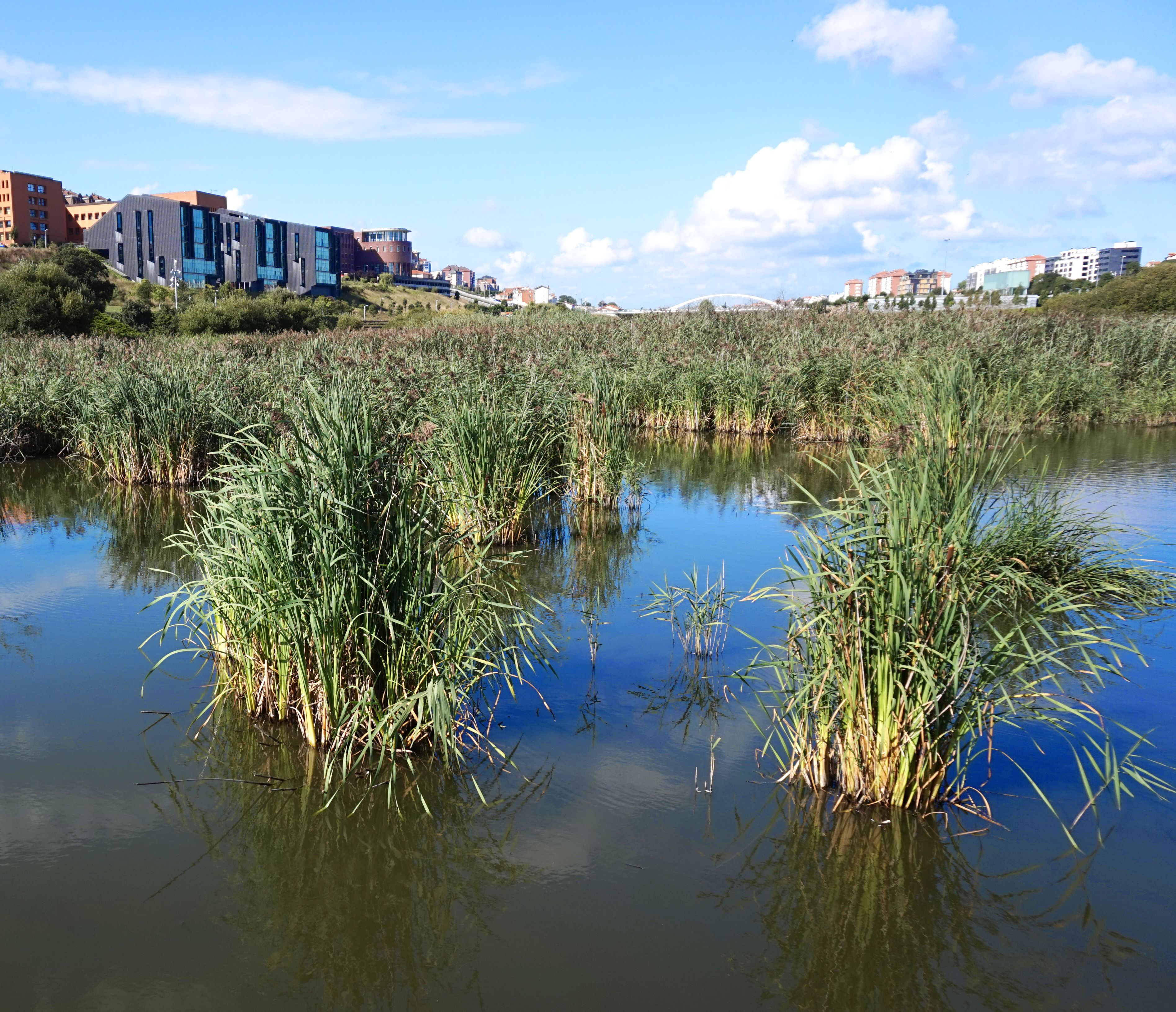
La laguna abarca un carrizal de 45.000 metros cuadrados donde habitan ánades, pequeñas aves insectívoras y limnícolas

La Vaguada de Las Llamas es un espacio natural de más de 800 000 metros cuadrados, que previo al proyecto del parque urbano, era una zona pantanosa y lacustre utilizada en parte para la actividad agraria y que también se veía afectada por el vertido de escombros.
Durante el siglo XIX se situaba en esta zona una fábrica de loza que se proveía con la turba obtenida en la vaguada. Hasta principios del siglo XX, y así aparece reflejado en la cartografía histórica, la vaguada estaba ocupada por una de las dos principales rías del municipio de Santander, poseía un complejo de dunas costeras y su ladera norte, situada a la solana, se utilizaba para el cultivo de la vid. Con el desarrollo urbano de la Segunda Playa de El Sardinero se cortó, o mejor dicho se soterró, el desagüe natural de la ría al abra de El Sardinero, interrumpiéndose, por consiguiente, la dinámica mareal que venía afectando al espacio.
A partir de entonces los únicos accesos a la zona consistían en pequeñas y difíciles sendas que imposibilitaban el uso público y disfrute del humedal por parte de los ciudadanos. Su total abandono propició el vertido incontrolado de residuos, así como el relleno de un área importante del humedal con escombros provenientes de la construcción. Por otro lado, se producía el vertido de aguas residuales urbanas sin ningún tipo de tratamiento previo que contribuían a la degradación de la calidad de las aguas naturales y con ellas de todo el ecosistema en su conjunto.

## Proyecto de parque urbano

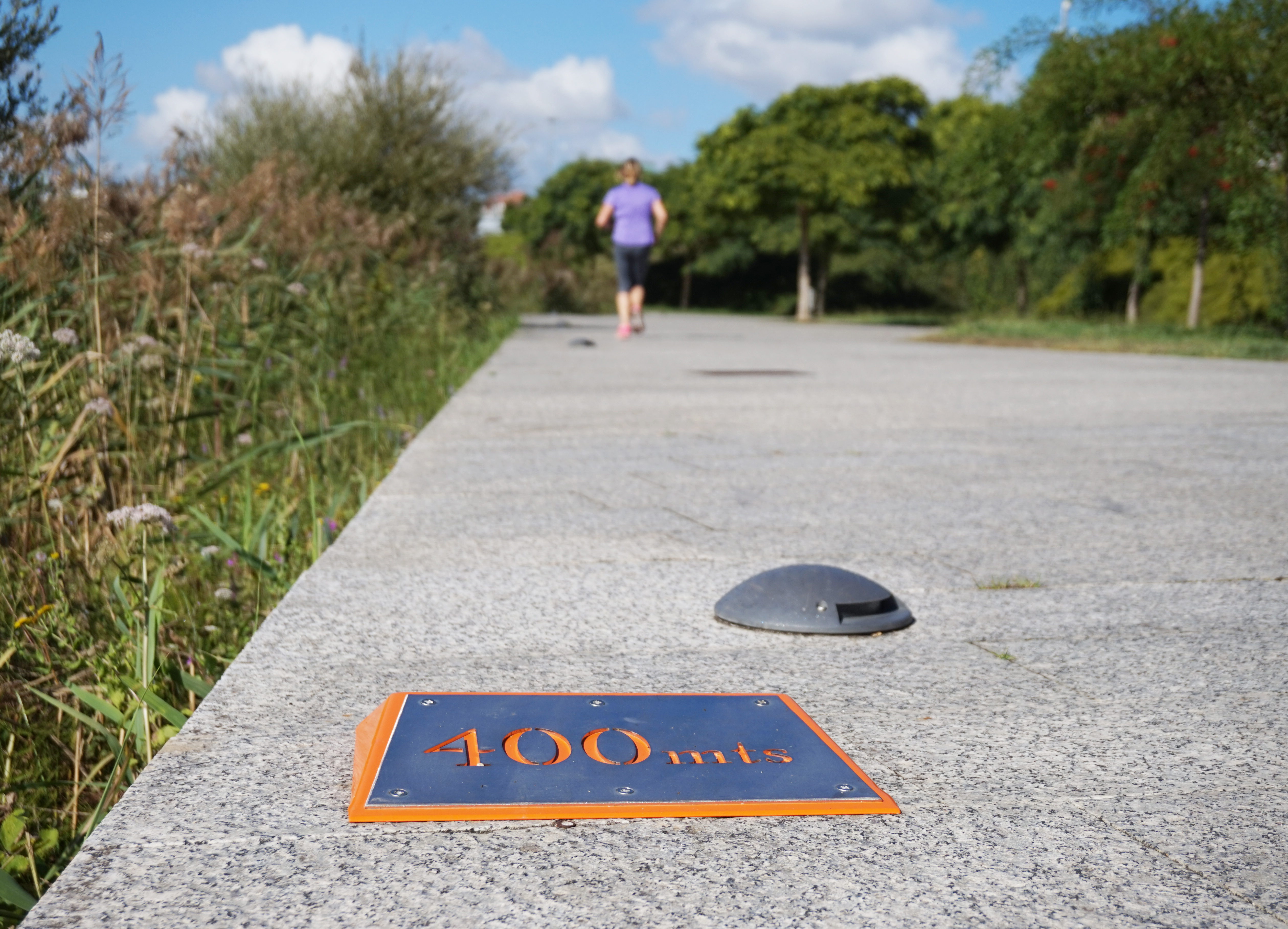
Los diferentes circuitos y pista deportivas son utilizados asiduamente para la práctica del deporte por los santanderinos, siendo el lugar de la ciudad donde más competiciones de running se realizan a lo largo del año

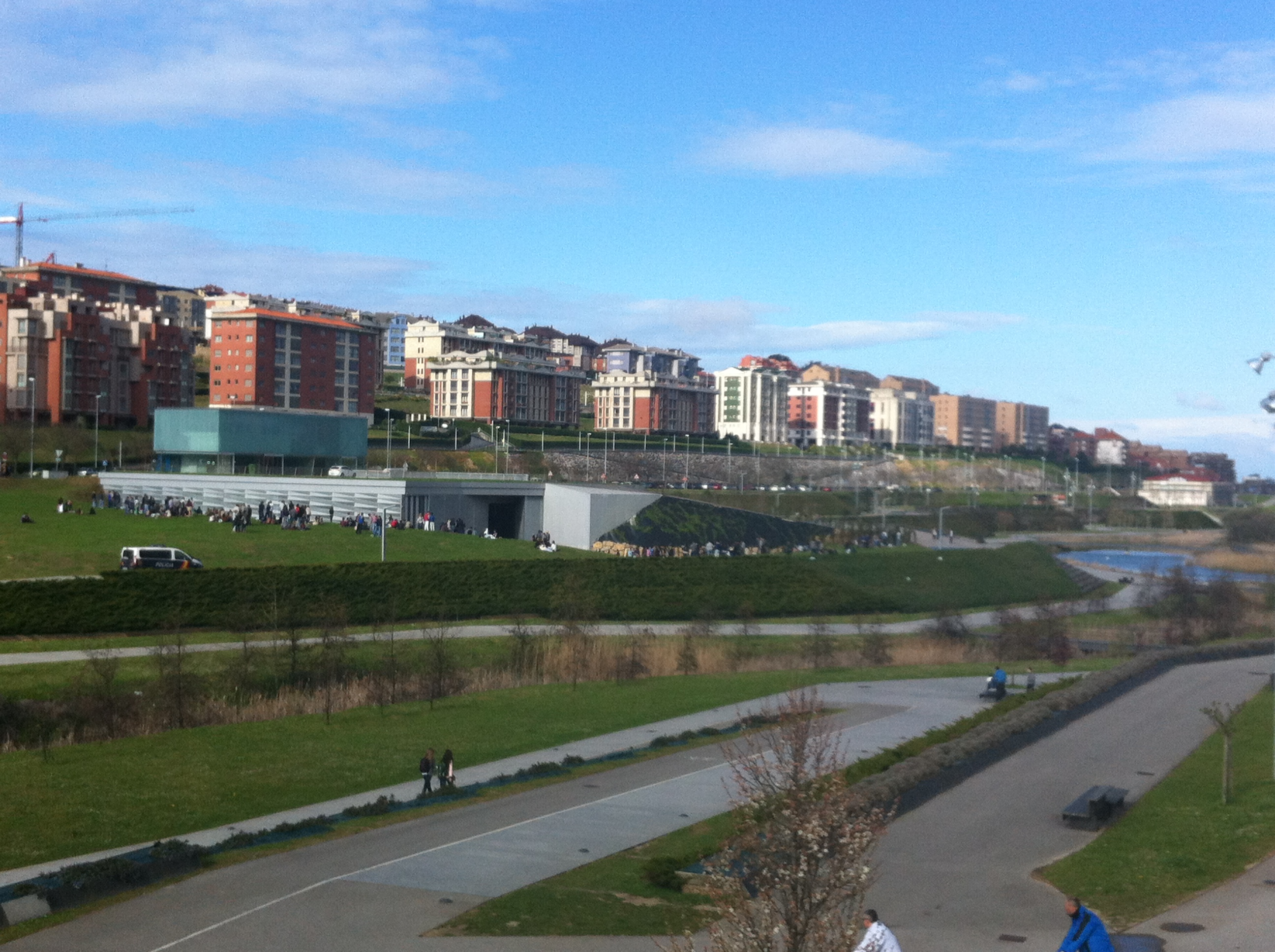
Zona Oeste del parque. En primer término a la izquierda, el edificio del Escenario Santander, de Capilla Vallejo Arquitectos

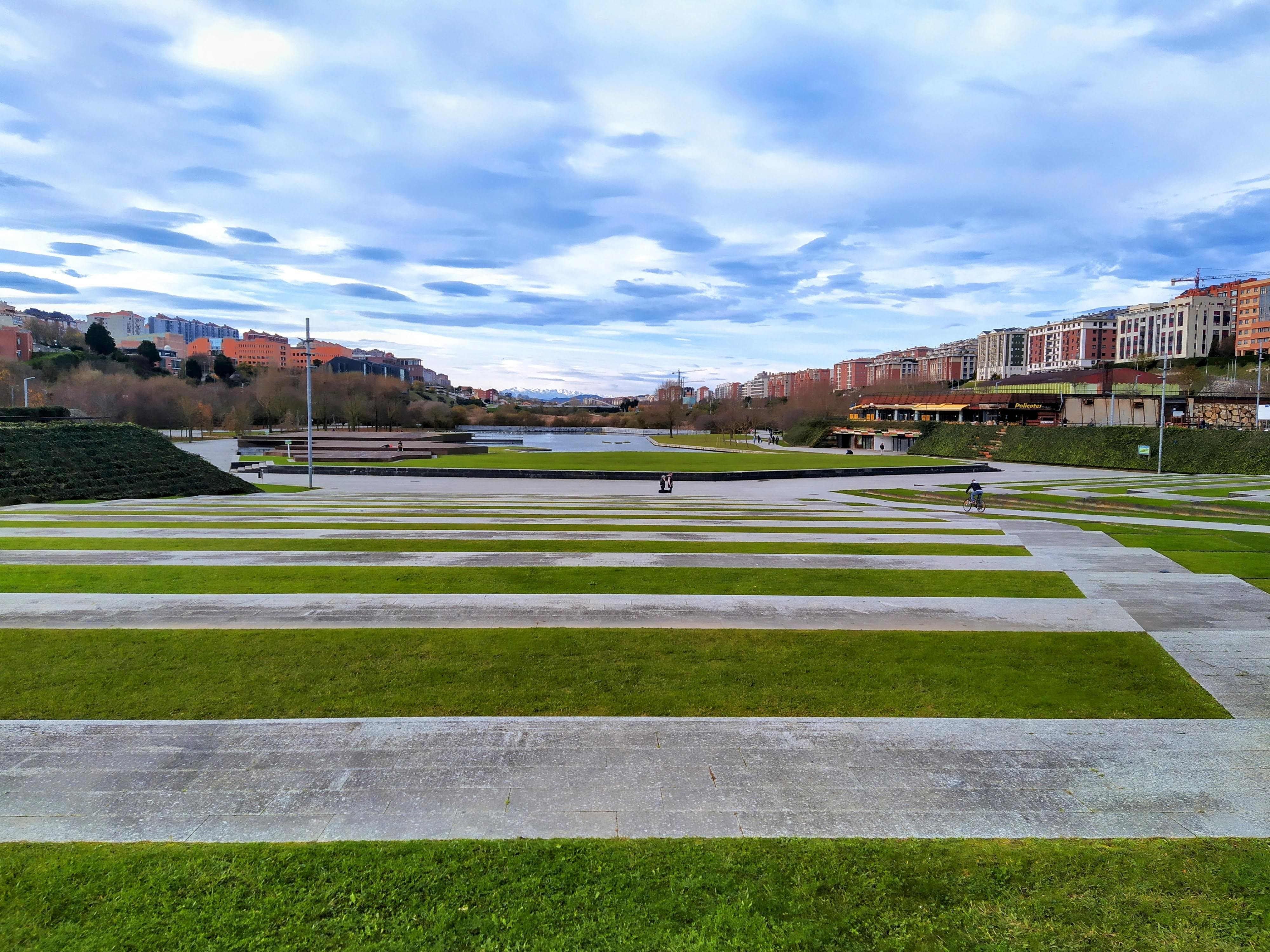
Anfiteatro destinado a grandes eventos al aire libre. El parque tiene como punto de fuga los Picos de Europa

Los terrenos situados desde el Palacio de Deportes de Santander hasta la Bajada de Polio fueron adquiridos por el Ayuntamiento de Santander a propietarios particulares a través de una gestión urbanística (principalmente mediante permutas). Después de examinar parques de toda Europa, se creó un plan de usos que incluyó una zona de juego para niños, un área para el deporte, un carril bici, un lago artificial, una cafetería y un espacio cultural. Solo después de llegar a un acuerdo sobre los usos que debía tener el parque para atraer a la gente se inició la fase de diseño, comenzando las obras en el año 2006.
El parque es de estilo vanguardista, al igual que los edificios cercanos del Palacio de Deportes y el Escenario Santander, este último un centro de ocio multiusos especialmente dedicado a las actuaciones musicales que se integró posteriormente en el extremo oeste del parque. Construido alrededor de un humedal, se articula a través de líneas geométricas. Los árboles fueron plantados en filas para evitar cualquier apariencia de un entorno natural.
Para integrar los diferentes niveles de altura del espacio en el proyecto del parque, el equipo de diseño decidió destacar aún más las diferencias de cota del terreno y aprovecharlas para crear diferentes espacios y usos. El nivel superior, en la cota más alta, tiene los accesos al parque, el nivel intermedio es un espacio de juego y deporte y el nivel inferior, el más cercano a la lámina de agua, está diseñado para el disfrute del paseo. La zona de juegos infantiles se ubicó cerca del aparcamiento del Palacio de Deportes para facilitar el acceso a las familias, pero también se ubicó en el nivel intermedio, separada del nivel de acceso a la avenida de la Constitución por un talud. Las zonas deportivas se construyeron en los niveles superiores y más accesibles, cerca del campus universitario para servir a los estudiantes.
El parque, diseñado como jardín botánico que representa toda la flora mundial desde la Antártida hasta el Polo Norte, alberga una gran cantidad de especies de árboles autóctonos y ribereños del océano Atlántico. Cuenta con tres aparcamientos y un carril bici de 2,5 kilómetros de longitud. También incluye un parque de calistenia, un gran anfiteatro con un graderío escalonado de piedra y hierba destinado a eventos al aire libre. El parque tiene un estanque con una lámina de agua de 60-90 cm de profundidad, zona de restauración y ludoteca, una solana de madera, amplias zonas de juego y deportivas y espacios verdes con árboles y terrazas con jardineras. 
Al parque se trasladaron partes de los sillares del antiguo muelle de Naos. Este malecón perteneció al puerto de Santander y fue construido en el siglo XV. Sus restos fueron redescubiertos durante las obras de mejora y remodelación del aparcamiento subterráneo de la plaza de Alfonso XIII del centro de la ciudad.

## Simbolismo
El parque se diseñó como un jardín botánico que representa las costas europeas y africanas en un lado y las americanas en el otro, a través de la plantación de más de 2.000 árboles de diferentes especies características de cada latitud. Al recorrer el parque, se puede ir descendiendo hacia el sur y descubriendo los árboles y especies vegetales correspondientes a cada orilla del océano Atlántico.
Además, incluye algunos espacios que rinden homenaje a islas emblemáticas del Atlántico, como una tarima de madera que representa las islas británicas y una pequeña tarima rodeada de carrizal que representa la silueta de la isla de Cuba. Las pasarelas que cruzan el humedal del parque también representan rutas de navegación históricas que conectaron ambas orillas del Atlántico y el trópico de Cáncer, e incluyen un pequeño homenaje a la ruta del Titanic. El parque combina la historia, la geografía y la biodiversidad de la cultura atlántica.

## Principales características botánicas y faunísticas
El aumento continuado de la riqueza y abundancia de especies de aves ha sido constante desde su creación. En el humedal se ha registrado una media de más de 75 especies de aves cada año, además de que 20 especies han llegado a nidificar. El éxito en su recuperación viene reflejado en que gran cantidad de especies migratorias hacen un uso estacional del humedal, consolidándose una importante comunidad de aves acuáticas, y que incluso haya cierta saturación de determinadas especies (fochas comunes, ánades reales o gallinetas).

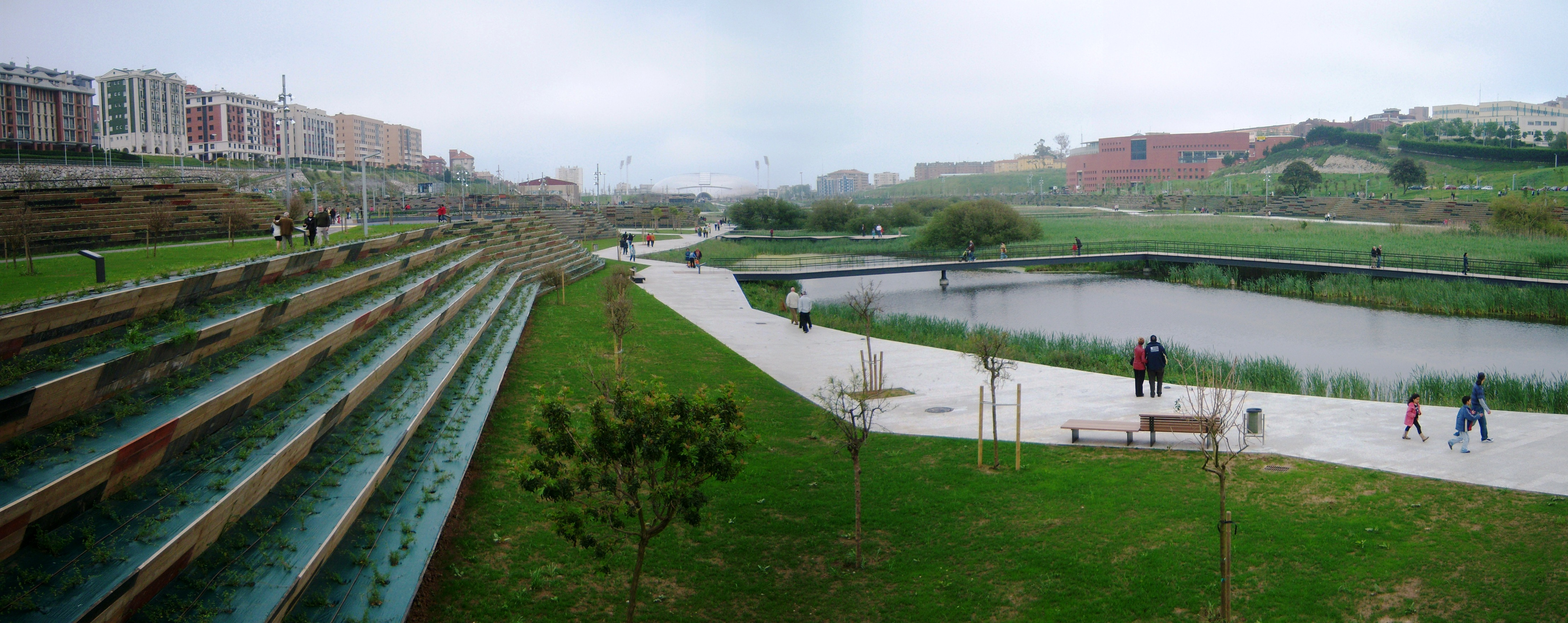
Vista parcial del parque en mayo de 2008, un año después de su inauguración

Entre las principales especies vegetales destacan en la actualidad la presencia de carrizo, espadañas y lirios, especies asociadas a aguas lacustres. Y es que su principal atractivo, la laguna, ensancha un carrizal de 45.000 metros cuadrados donde habitan ánades, pequeñas aves insectívoras y limícolas como el carricero común, el rascón europeo, la gallineta, buitrón, mosquitero, agachadiza, garza real, martín pescador, abubilla, golondrinas, bandadas de estorninos y gaviotas. En el agua pueden verse anfibios, como sapos y tritones.
Por otro lado también se ha producido un incremento negativo de especies invasoras o exóticas, como patos domésticos, cangrejo americano, tortuga de Florida o carpas doradas, liberadas por los ciudadanos. Una proliferación que producen un grave perjuicio a la fauna autóctona al desplazarla.
En cuanto a las especies botánicas algunas especies de árboles plantadas han sido las siguientes:
| - Abedul común. - Abedul pubescente. - Abeto rojo. - Acebo. - Álamo negro. - Aliso gris. - Aliso. - Árbol del coral. - Árbol del ámbar. - Arce menor. - Arce plateado o del azúcar. - Arce real. - Avellano. - Bella sombra. - Carpe. - Castaño. - Catalpa. - Cerezo silvestre. - Espino albar. - Falso abeto de Canadá. - Fresno común. | - Fresno de la tierra. - Haya. - Laurel. - Madroño. - Magnolio. - Mora roja. - Olmo americano. - Olmo resistente. - Picea blanca. - Pino silvestre. - Rebollo. - Roble americano. - Roble carrasqueño. - Roble del pantano. - Roble pubescente. - Roble. - Serbal de cazadores. - Tejo. - Tilo de hoja grande. - Tilo de hojas pequeñas. - Zumaque de Virginia. |

## Polémica

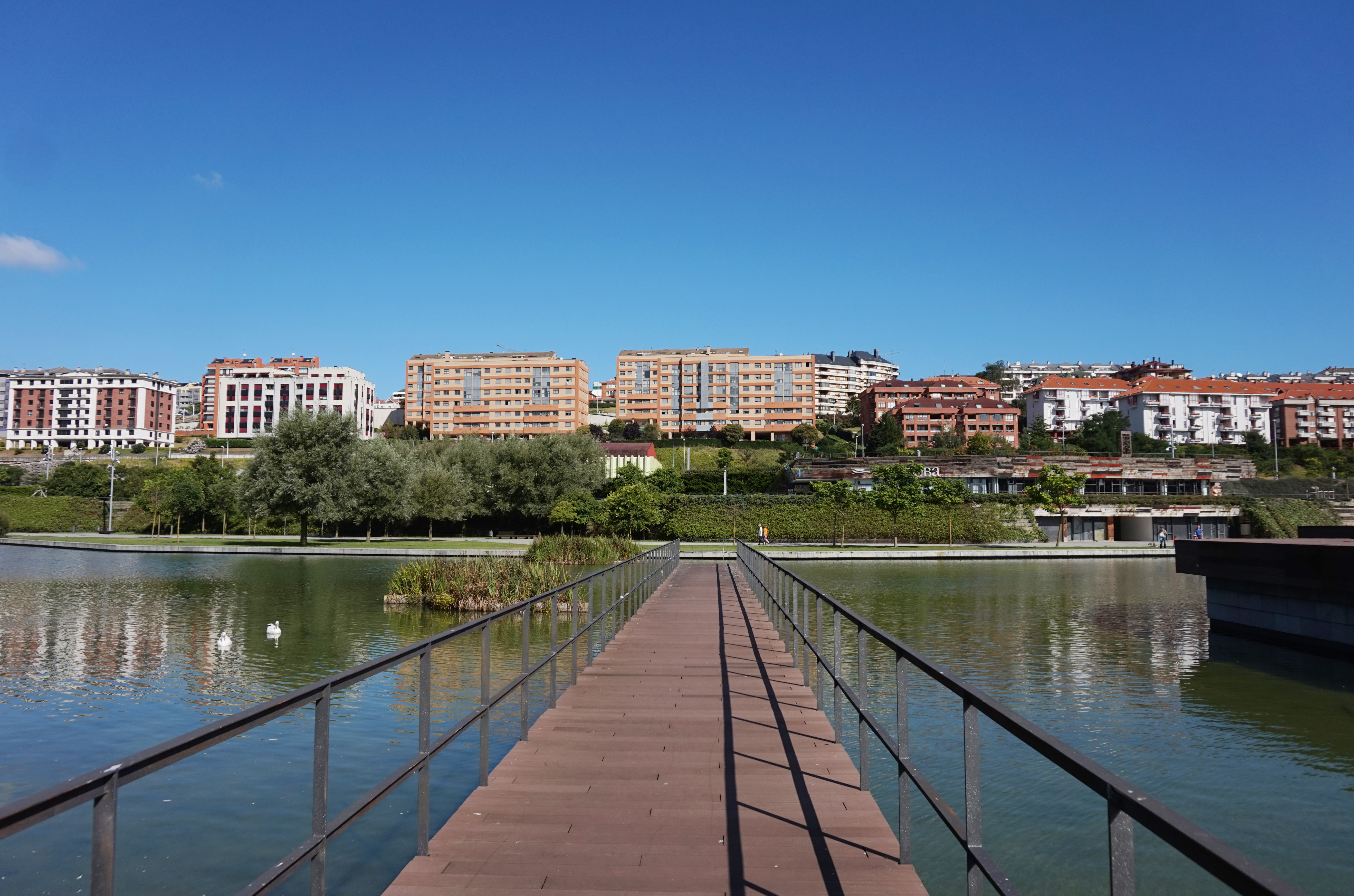
Asociaciones como ARCA y ADIC han expresado críticas con el proyecto, por el exceso de hormigón utilizado, por seguir un modelo «arbitrario y artificioso», así como el arbolado usado en el mismo

### Modelo de parque
En el plano político la polémica vino dada por el modelo de parque que se decidió desarrollar. Desde el nacimiento del proyecto el parque no ha dejado indiferente a nadie, y la política de Santander se ha visto envuelta en un conjunto de discrepancias sobre qué modelo de parque implantar, lo que ha sido discutido tanto por los diferentes partidos políticos como por asociaciones culturales y medioambientales de peso en la ciudad, tales como la Asociación para la Defensa de los Recursos Naturales de Cantabria (ARCA) fundada en 1984 y la Asociación para la Defensa de los Intereses de Cantabria (ADIC) fundada en 1976. ARCA, asociación ecologista crítica con el proyecto, afirmó que «en lugar de un modelo naturalizado, paisajístico y social, se ha introducido otro arbitrario, artificioso, rectilíneo, fundamentalmente ornamental».
Las presiones y quejas procedentes de las diversas organizaciones motivaron que el ayuntamiento de Santander, gobernado por el Partido Popular, implantara algunos cambios, como la incursión de una mayor parte de arbolado autóctono. En un principio se había estipulado que un 20 % del arbolado del parque fuese autóctono, más tarde se amplió a un 54 %.

### Presupuesto

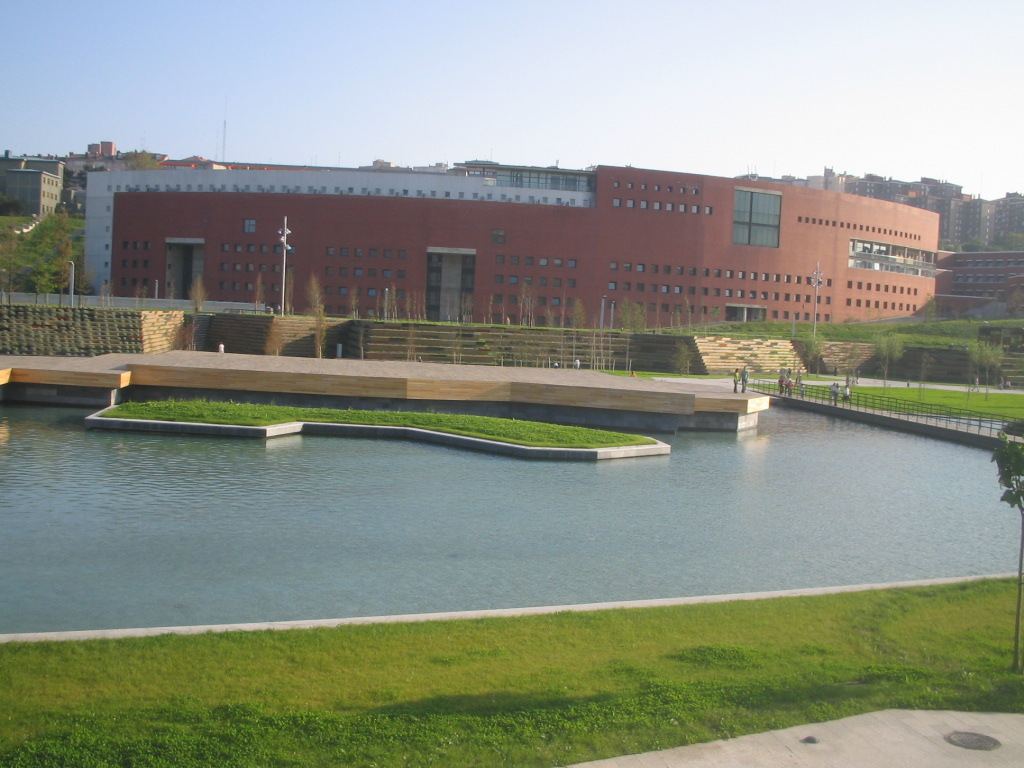
El estanque del parque en primer término, y de fondo la Escuela de Ingenieros Industriales y de Telecomunicación de la Universidad de Cantabria

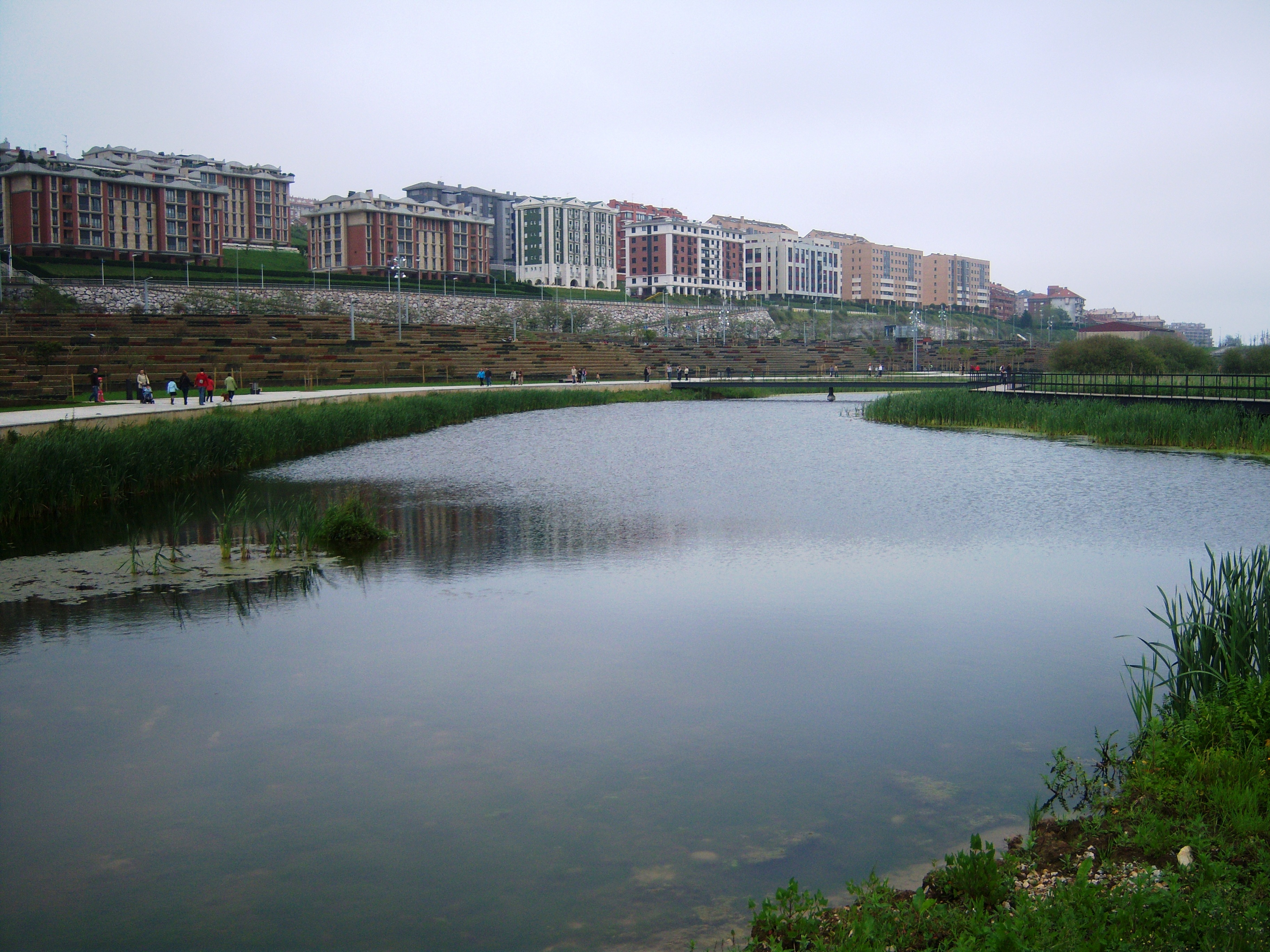
El arroyo fue colonizado por anfibios como sapos y tritones. Entre el carrizo, la espadaña y los lirios anidan decenas de especies diferentes. El parque se ha convertido en lugar de invernada o parada para muchas aves dentro de sus recorridos migratorios

El parque de Las Llamas estaba presupuestado inicialmente en 22,5 millones de euros, pero su precio se incrementó un 39,1 % (8,8 millones de euros) para la incorporación de mejoras. En este sentido el aumento vino motivado por los cambios de pavimento en el aparcamiento para permitir el crecimiento de la vegetación, la modificación de las pasarelas sobre el carrizal, el incremento del arbolado autóctono, las estructuras de desagüe, la instalación de islas de vegetación en el estanque y el soterramiento de la tubería de abastecimiento.
El incremento del presupuesto inicial, fue también discutido por ARCA y ADIC, que tacharon de despilfarro a la labor del Ayuntamiento de Santander. Igualmente hubo que acercar posturas entre el Ayuntamiento de Santander y el Gobierno de Cantabria para acordar que parte tendría que financiar el gobierno regional, que finalmente se fijó en 15 millones de euros, exactamente la mitad de lo que costará la totalidad del proyecto. Esta cifra puede variar, y el gobierno regional estudiará si extiende su financiación en la segunda fase del proyecto, aún por desarrollar.

### Inauguración del parque
La apertura en el mes de mayo de 2007 del parque, sin terminar la primera fase de construcción y previa a las elecciones municipales del día 27 del mismo mes, fue tachado de electoralista y de incumplir la Ley Electoral al celebrar inauguraciones durante la campaña electoral. Un año después se inaugura el resto de la primera fase, y Gobierno y Ayuntamiento siguen sin acuerdo sobre la configuración y la financiación de la segunda parte del parque.

### Consejería de Medio Ambiente

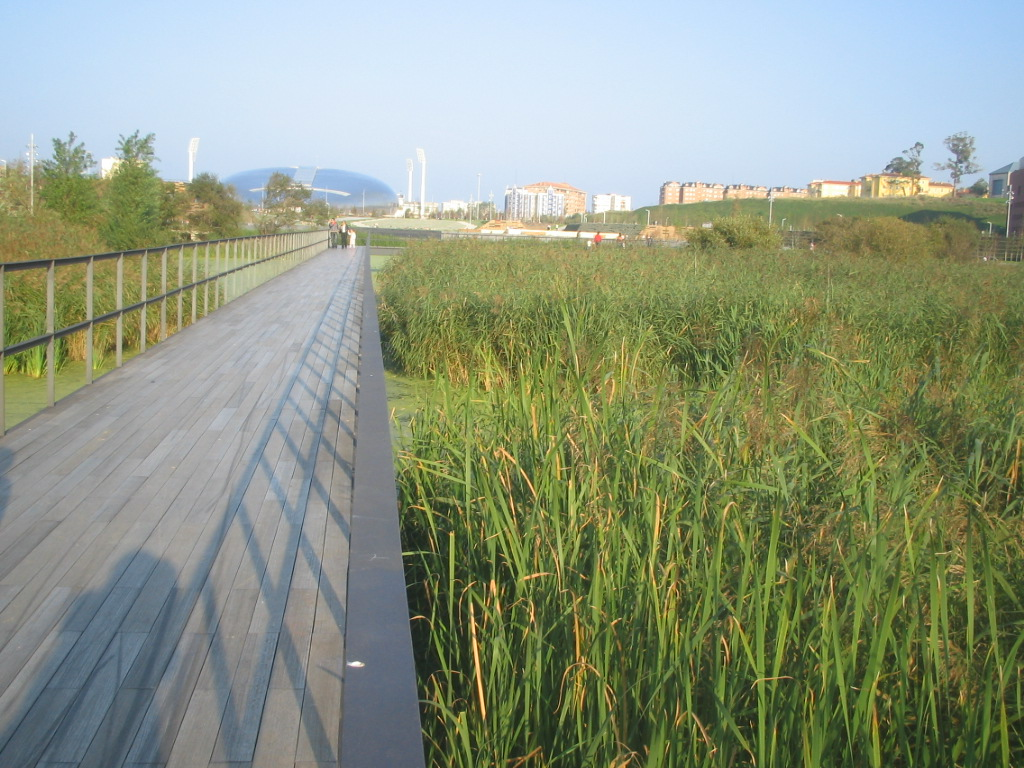
El lago de la vaguada de Las Llamas con su carrizal

El consejero de Medio Ambiente del Gobierno de Cantabria, Francisco Martín Gallego del Partido Regionalista de Cantabria, señaló diversos "defectos" del parque, que a su juicio deberían ser mejorados, como la falta de zonas de sombra, el «exceso de hormigón», el tipo de especies de los árboles y su disposición «marcial», los problemas en las conexiones transversales y la necesidad de servicios higiénicos. Citó también la postura de la Confederación Hidrográfica del Norte (CHN) sobre la modificación del cauce del arroyo debido a las obras. Igualmente afirmó no ser «el parque que yo haría. No es mi concepto de Parque Atlántico ni de principios de sostenibilidad y es claramente mejorable».

### Confederación Hidrográfica del Norte
La Confederación Hidrográfica del Norte (CHN) abrió un expediente sobre la posible ilegitimidad de parte de las obras realizadas en la vaguada de Las Llamas. La posible modificación del cauce del arroyo debido a las obras fue la causa. La CHN notificó al ayuntamiento de Santander la orden de demoler las obras e instalaciones realizadas en el cauce y en los cinco metros de servidumbre en ambos márgenes del arroyo Las Llamas.
Ante esta situación el ayuntamiento de Santander intentar legalizar la labor realizada en la vaguada de Las Llamas. El consistorio acusó a ARCA de magnificar la resolución y defendió que no hubo condena y sí un expediente abierto.